# Арола (Парма)
Арола је насеље у Италији у округу Парма, региону Емилија-Ромања.
Према процени из 2011. у насељу је живело 122 становника. Насеље се налази на надморској висини од 188 м.